# Гранжа (Пенедону)
Гранжа (порт. Granja) — район (фрегезия) в Португалии, входит в округ Визеу. Является составной частью муниципалитета Пенедону. Находится в составе крупной городской агломерации Большое Визеу. По старому административному делению входил в провинцию Бейра-Алта. Входит в экономико-статистический субрегион Доуру, который входит в Северный регион. Население составляет 181 человек на 2001 год. Занимает площадь 10,20 км².